# FlexWiki
FlexWiki war eine freie Wiki-Software von Microsoft, die zum größten Teil von David Ornstein im Rahmen der Shared-Source-Initiative entwickelt wurde.
Die Wiki-Software stand unter der Common Public License von IBM. FlexWiki nutzte die .NET-Technologie und hatte eine eingebaute Skriptsprache namens WikiTalk. WikiTalk basierte auf der Programmiersprache Smalltalk, daher der Name. Es war eine einfache objektorientierte Programmiersprache, die den Benutzern erlaubt, dynamisches Verhalten zu Wiki-Seiten hinzuzufügen.
Nach dem Windows Installer XML (WiX) und der Windows Template Library (WTL) war FlexWiki das dritte Microsoft-Projekt, das über SourceForge verbreitet wurde. Der Quelltext wurde im September 2004 veröffentlicht.
Obwohl viele Wiki-Systeme eine Datenbank verwenden, um ihre Seiten zu speichern, begann die Entwicklung von FlexWiki mit einer auf Textdateien basierenden Speicherung. Dies verminderte zwar den administrativen Aufwand, eine Wiki-Präsenz zu betreiben, machte es aber schwierig bis unmöglich, ein solches System zu skalieren. Mit der Version v1.8.01653 wurde es jedoch möglich, den Inhalt einer FlexWiki-Präsenz in einer SQL-Server-Datenbank zu speichern und so ein Wiki bis zur Größenordnung einer Serverfarm zu skalieren. Die ursprüngliche Textdatei-Speicherung ist immer noch verfügbar und ist auch voreingestellt.
Anfang 2009 wurde die Entwicklung vollständig eingestellt und die Webseite der Software unter flexwiki.com wurde abgeschaltet. Die Software kann aktuell immer noch unter SourceForge heruntergeladen werden.